# Eupithecia pettyi
Eupithecia pettyi là một loài bướm đêm trong họ Geometridae.